# The Himalayan Database
The Himalayan Database ist eine gemeinnützige US-amerikanische Organisation, die die gleichnamige und durch Elizabeth Hawley sowie Richard Salisbury initiierte Bergsteigerchronik pflegt und kostenlos veröffentlicht. In der Himalayan Database sind alle Expeditionen auf bedeutende Berge im nepalesischen Himalaya seit 1905 gelistet. Die Chronik umfasst auch Begehungen der Berge von chinesischer und indischer Seite aus. Unter Bergsteigern gilt die Himalayan Database als „Nonplusultra der Himalaya-Gipfelchroniken“.

## Himalayan Database

### Geschichte

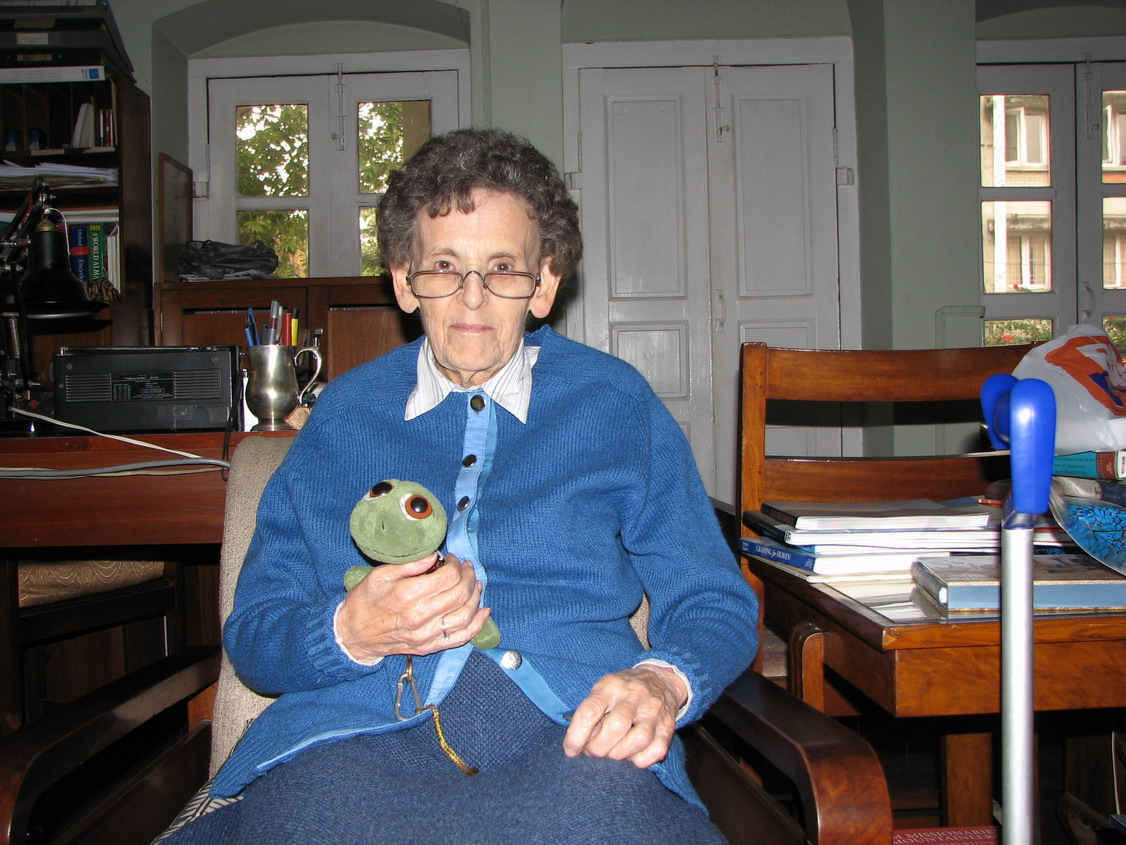
Elizabeth Hawley (2011)

Elizabeth Hawley begann in den 1960er Jahren, das Expeditionsbergsteigen in Nepal anhand von Expeditionsberichten und Befragungen der Expeditionsmitglieder detailliert zu dokumentieren. Den Ausschlag gab 1963 die erste US-amerikanische Mount-Everest-Expedition unter der Leitung von Norman Dyhrenfurth. Richard Salisbury digitalisierte diese Aufzeichnungen als Ausgangspunkt der Himalayan Database, ergänzt durch Informationen aus Büchern, Alpinzeitschriften und Bergsteigerkorrespondenz. Die Himalayan Database wurde 2004 erstmals im American Alpine Journal in Booklet-Format mit einer beiliegenden CD-ROM veröffentlicht. Die Aktualisierung der Daten erfolgte alle zwei Jahre.
Hawley zog sich 2016 mit 92 Jahren aus der Himalayan Database zurück und übergab an ihre langjährige Assistentin Billi Bierling. Bierling leitet in Kathmandu den Mitarbeiterstab der Begehungschronik, bestehend aus dem Nepalesen Jeevan Shrestha, dem Franzosen Rodolphe Popier und dem Deutschen Tobias Pantel. Der in Ann Arbor, Michigan ansässige US-Amerikaner Salisbury ist Technischer Direktor der Himalayan Database. Im Jahr 2017 wurde die gemeinnützige Organisation The Himalayan Database gegründet, die die Himalayan Database auf ihrer Website zum Download bereitstellt.
Da „seit Beginn des kommerziellen Kletterns in den 1990er Jahren“ die Zahl der Expeditionen in Nepal drastisch angestiegen ist, können nicht mehr alle Begehungen durch die Himalayan-Database-Mitarbeiter durch persönliche Gespräche erfasst und verifiziert werden. Es gibt seit 2017 für Expeditionen die Möglichkeit, per Online-Formular die Aufnahme ihrer Begehung in die Chronik einzureichen.
Hawley starb Ende Januar 2018 in Kathmandu.

### Datenbank
Die Datenbank umfasst alle Expeditionsbegehungen der ca. 460 bedeutenden nepalesischen Himalaya-Berge seit dem Jahr 1905. Die Himalayan Database kann nach Bergen, Expeditionen, Jahreszeiten, Bergsteigern, Nationalitäten und weiteren Indizes durchsucht werden. Die aufgearbeiteten Expeditionsprotokolle enthalten neben Daten zu den Bergen biografische Informationen zu den teilnehmenden Personen und ihren Funktionen, erläutern die begangenen Routen, Lagerplätze, Verwendung von Flaschensauerstoff, Erfolge und Misserfolge, Unfälle, Todesfälle und ergänzende Literaturhinweise zu publizierten Expeditionsberichten.